# M252
Der mittlere Mörser M252 im Kaliber 81 mm ist ein amerikanischer Vorderlader-Mörser mit Glattrohr zur indirekten Feuerunterstützung für leichte Infanterie-, Luftangriffs- und Luftlandeeinheiten im Bereich der ganzen Frontbreite eines Bataillons. In der United States Army und der United States Marine Corps (USMC) wird der M252 normalerweise in einem Mörserzug eines Infanteriebataillons eingesetzt.
Der M252 ist eine angepasste Kopie des britischen Standardmörsers im Kaliber 81 mm, dem 81-mm-Mörser L16, der in den 1970er-Jahren entwickelt wurde.

## Technik
Das M252-System wiegt komplett 41 kg und ist aus dem Rohr M253 (16 kg), der Lafette M177 (12 kg), der M3A1-Bodenplatte (13 kg) sowie dem optischen Zielgerät M64A1 (1,1 kg) zusammengesetzt. Zur Montage wird das Zweibein auf die Bodenplatte montiert, wobei der Mörser mit einem Gewinde in der Höhen- als auch in der Seitenrichtung ausgerichtet werden kann. Das optische Zielgerät M64A1 wird am Zweibein befestigt. Die Granaten des M252 werden zum Abschuss in das Glattrohr fallen gelassen. Auf der Rohrmündung ist ein Mündungsfeuerdämpfer angebracht um den Rauchausstoß beim Abfeuern für die Bedienmannschaft zu verringern. Für eine bessere Rohrkühlung ist der untere Bereich gerippt. Die Mannschaft kann den Schlagbolzen ersetzen sowie eine Rohrverschlusskappe anbringen.

## Geschichte
Der M252-Mörser wurde 1987 in die US Army eingeführt und ersetzte den vorherigen 81-mm-Mörser des USMC im Jahr 1986. Vornehmlich aus dem Grund, da die Reichweite größer und die Zuverlässigkeit vergleichbar mit dem Mörser M29 war. In den USA wird die Waffe von Watervliet Arsenals hergestellt.

## Bedienung

### Mannschaft
Der M252-Mörser benötigt eine fünf Mann starke Bedienmannschaft: den Truppführer, den Richtschützen, den Ladeschützen, den ersten und den zweiten Munitionsschützen.
1. Der Truppführer steht direkt hinter dem Mörser, von wo aus er seinen Trupp führen kann. Dadurch, dass er die Übersicht über alle Trupp-Mannschaften hat, überwacht er auch die Stellung, die Lagerung und das Feuern der Waffe.
2. Der Richtschütze steht links neben dem Mörser, von wo aus er mit dem optischen Zielgerät zielen und die Waffe mit einem Handrad in der Höhe und in der Seite auf das Ziel ausrichten kann. Er macht größere Auslenkungen, indem er das Zweibein verschiebt und den Mörser mittels Wasserwaage für das Schießen gerade hält.
3. Der Ladeschütze steht rechts vom Mörser mit Fokus auf das Rohr um es zu laden. Neben dem Laden der Waffe säubert er das Rohr nach zehn Schuss bzw. nach beendeter Mission. Er ist praktisch derjenige, der die Waffe abfeuert.
4. Der erste Munitionsschütze steht rechts hinter dem Mörser. Er hat die Aufgabe, die Munition scharf zu machen und sie dem Ladeschützen zu überreichen.
5. Der zweite Munitionsschütze steht hinter dem ersten Munitionsschützen. Er bereitet die Granaten vor und ist für die Sicherung der Mörserstellung verantwortlich.

### Munitionsarten
Der M252 feuert eine spezielle Munition für diesen Mörser, kann jedoch auch Granaten der Baureihen 3 oder geringer des alten M29-Mörsers abfeuern. Verfeuert werden vom M252 die folgenden Granaten:
1. High Explosive (HE, hochexplosiv): M821-, M889-, M372-Serie und M362. Wird gegen Personen und leichte Bodenziele verwendet.
2. Rauchgranaten: Weißer-Phosphor-Granate. M819- und M375-Serie. Verwendet als zur Erzeugung von Rauchwänden, als Signal oder als Brandsatzgranate. Roter Phosphor kann ebenfalls verwendet werden.
3. Leuchtgranaten (ILLUM): M853A1- and M301-Serie. Um in der Nacht das Operationsgebiet auszuleuchten.
4. Übungsmunition (TP): M880, M879, M68 mit Treibspiegel. Zur Übung in abgesperrten Gebieten.
5. Infrarot-Leuchtgranaten (IR): produziert Licht im infraroten Bereich, für Nachtsichtgeräte sichtbar.

### Zünder
Die M252-Munition hat zwei Arten von Zündern: Den M734-Zünder für M720-HE-Munition, der als Annäherungszünder, oberflächennaher Zünder, Aufschlagzünder oder Zeitzünder verwendet werden kann und den M935-Aufschlagzünder.